# Vloerloze achtbaan

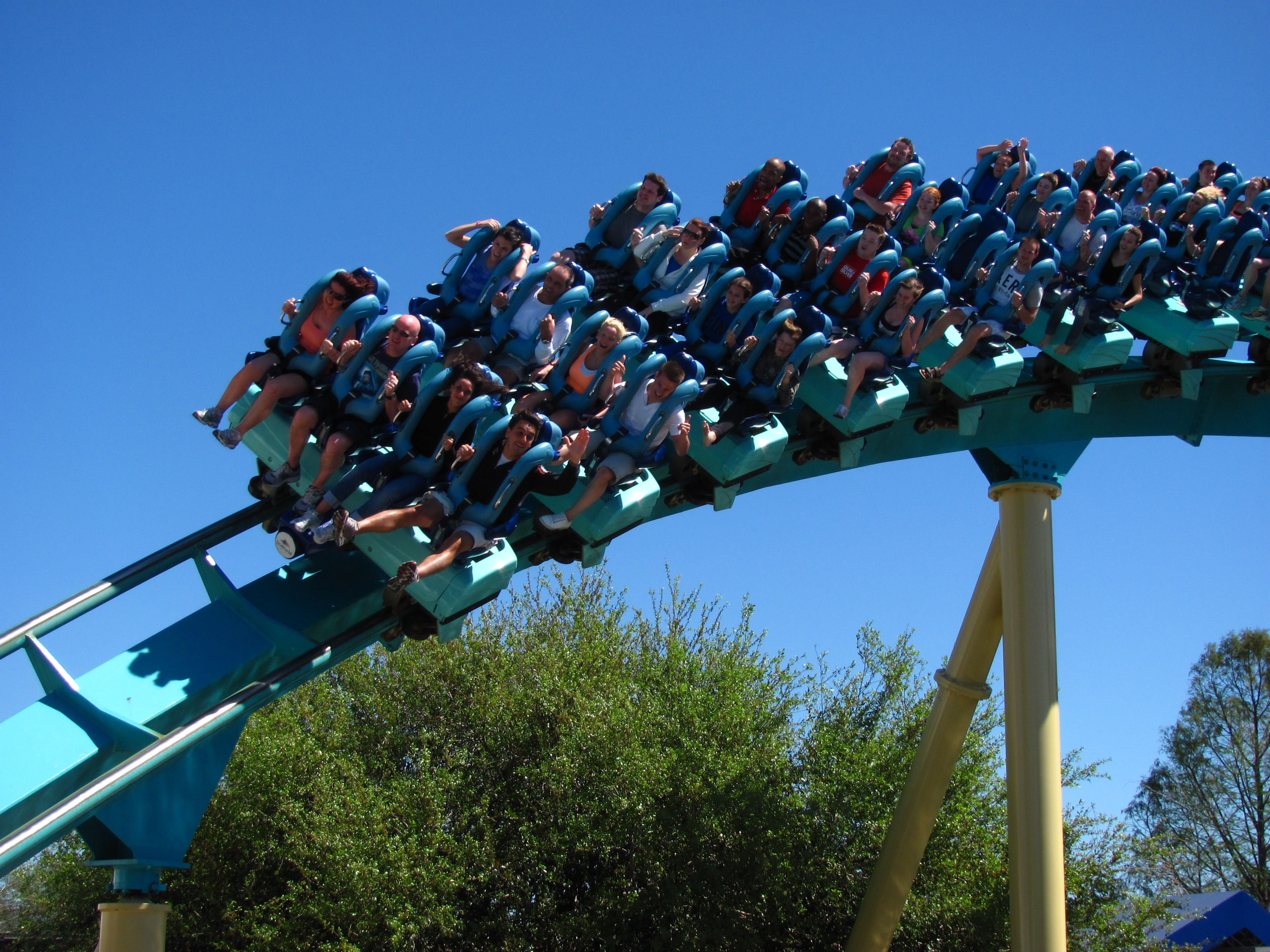
Kraken, SeaWorld Orlando

Een vloerloze achtbaan is een achtbaantype dat gebouwd wordt door Bolliger & Mabillard. Het is een speciaal type aangezien de passagiers geen vloer onder hun voeten hebben eens men het station uitrijdt. De voeten bengelen dus gewoon boven de baan wat een speciaal effect geeft. Vaak hebben vloerloze achtbanen ook een groot aantal inversies. De eerste vloerloze achtbaan was Medusa in Six Flags Great Adventure: deze opende in 1999. Natuurlijk is het instappen principieel een probleem. Daarom worden er in het station beweegbare vloeren geïnstalleerd die verdwijnen op het moment dat elke rijder plaats genomen heeft. Bij het opnieuw binnenkomen komen deze vloeren weer naar boven.

## Voorbeelden[1]
Bolliger & Mabillard heeft anno 2023 13 achtbanen van het model floorless gebouwd. Enkele voorbeelden:
- Medusa in Six Flags Great Adventure
- Superman: Krypton Coaster in Six Flags Fiesta Texas
- Medusa in Six Flags Discovery Kingdom
- Kraken in SeaWorld Orlando
- Superman: La Atracción de Acero in Parque Warner Madrid
- Batman - The Dark Knight in Six Flags New England
- Scream! in Six Flags Magic Mountain
- Dæmonen in Tivoli Gardens
- Dominator in Kings Dominion
- Hair Raiser in Ocean Park Hong Kong

Daarnaast zijn er andere achtbaanmodellen met een vloerloos treintje, zoals divecoasters (minstens een deel van de inzittenden zit boven de baan zonder een vloer). Ook van andere merken, zoals de BigDipper van Mack. Hierbij een aantal voorbeelden van B&M:
- SheiKra in Busch Gardens Tampa
- Griffon in Busch Gardens Williamsburg

- Krake in Heide-Park
- Oblivion: The Black Hole in Gardaland
- Baron 1898 in De Efteling
- Valravn in Cedar Point

Pas later omgevormd tot vloerloze achtbaan
Sommige staande achtbanen hebben na een aantal jaar een vloerloos zittend treintje gekregen, meestal om het comfort van de imzittenden te verbeteren.
- Patriot in Six Flags Great America
- Rougarou in Cedar Point
- Firebird in Six Flags America